# Grabowo (Szczecin)
Grabowo (do 1945 niem. Grabow) – część miasta Szczecina na osiedlu Drzetowo-Grabowo, nad Odrą.

## Historia
W 1278 na terenie Grabowa powstała jedna z najstarszych pomorskich winnic. Wieś rozwijała się jako osada wokół klasztoru Gottesgnade (dosł. łaska Boża) założonego 21 stycznia 1360 (według innych źródeł w 1342) roku przez kartuzów. Przy zabudowaniach klasztornych powstały tu wówczas piekarnia, stajnie, stodoły i browar. Po roku 1534, po wprowadzeniu luteranizmu na Pomorzu podczas sejmu trzebiatowskiego, klasztor został sekularyzowany 18 maja 1538 roku. 
Po pożarze skrzydła wschodniego szczecińskiego zamku w 1551, z polecenia Barnima IX został przebudowany w stylu renesansowym przez mistrza budowlanego Caspara Teißa na siedzibę książęcą – zamek Oderburg. 2 listopada 1573 w swej rezydencji zmarł książę Barnim IX. Za rządów księcia Filipa II w 1612 r. zamek wzbogacił się o galerię obrazów. W Oderburgu w latach 1619/20 więziona była Sydonia von Borck. Podczas wojny trzydziestoletniej po zajęciu Szczecina przez wojska szwedzkie, zamek od 11 lipca 1630 był główną kwaterą ich głównodowodzącego – króla Szwecji Gustawa Adolfa. Podczas tej samej wojny Oderburg został zniszczony. Obecnie na dawnym wzgórzu zamkowym u zbiegu ulic Emilii Plater i Teofila Firlika znajduje się biurowiec Stoczni Szczecińskiej53°26′22″N 14°34′30″E/53,439444 14,575000.
W 1846 w Grabowie przy obecnej ul. Malczewskiego założono cmentarz komunalny (Grabower Friedhof). Obecnie jego obszar stanowi północną część objętego ochroną konserwatorską miejskiego parku im. Stefana Żeromskiego. Po północnej stronie cmentarza grabowskiego w latach 1888-90 powstał neogotycki Friedenskirche – kościół parafialny Grabowa. Współcześnie nosi on wezwanie św. Stanisława Kostki. 
W 1855 Grabowo wraz z włączonym doń Drzetowem uzyskało prawa miejskie, stając się niezależnym organizmem miejskim. Niezależność ta nie trwała długo, bowiem już w 1900 r. miasto Grabowo zostało przyłączone do Szczecina. Wcześniej powstała tu jedna z ważniejszych stoczni w Prusach – przeniesiona z Łasztowni firma Nüscke & Co. AG (zob. Albert Emil Nüscke). Nieco później powstała na Grabowie inna stocznia – Stettiner Oderwerke. Podczas II wojny światowej dla zaspokojenia potrzeb przemysłu zbrojeniowego i okrętowego, na Grabowie funkcjonowało co najmniej 5 obozów pracy przymusowej. Wskutek dwóch gigantycznych alianckich nalotów dywanowych w 1944 roku (z 11 kwietnia i 30 sierpnia) przystoczniowa dzielnica została zmieciona z powierzchni ziemi – zniszczenia sięgnęły 95%. Po 1945 r. z ruin dawnych Oderwerke i drzetowskiego Vulcana powstała Stocznia Szczecińska.
Przy ulicy Firlika znajduje się Komenda Wojewódzka Państwowej Straży Pożarnej. Ulica nosi imię Teofila Firlika, na cześć pierwszego strażaka poległego w drodze do gaszenia pożaru w polskim Szczecinie w 1945 r. Innymi ważniejszymi ulicami osiedla są Łady, Dubois, Stalmacha i Emilii Plater. Trzy pierwsze stanowią nadodrzańskie połączenie centrum Szczecina z Policami. Komunikację z innymi osiedlami zapewniają linie autobusowe i tramwajowe. Do Stoczni Szczecińskiej prowadzi także bocznica kolejowa ze stacji Szczecin Niebuszewo, obsługiwana ze stacji Szczecin Grabowo.

## Zdjęcia

Grabowo (Szczecin)
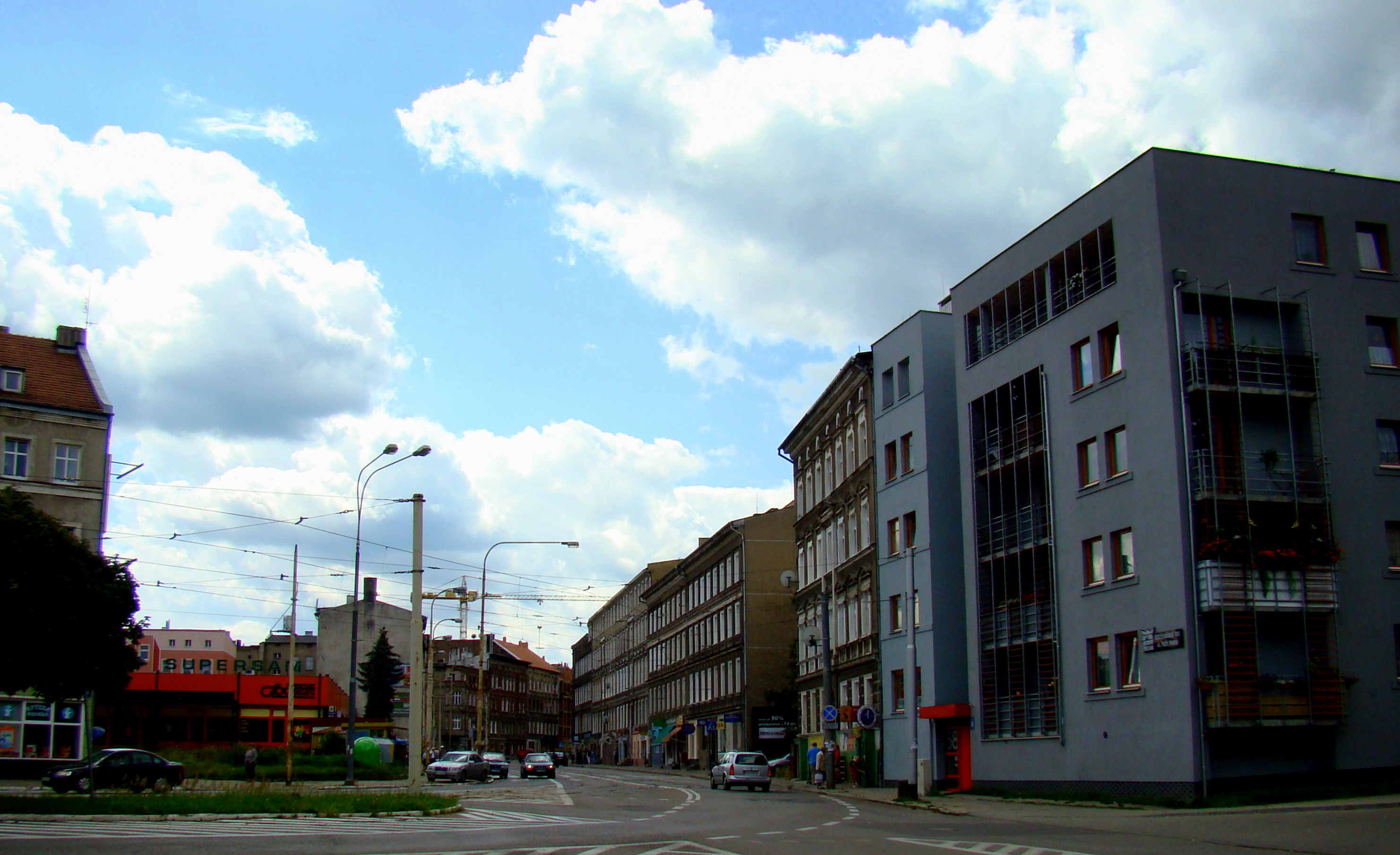
Zabudowa ul. Parkowej / ul. Dubois
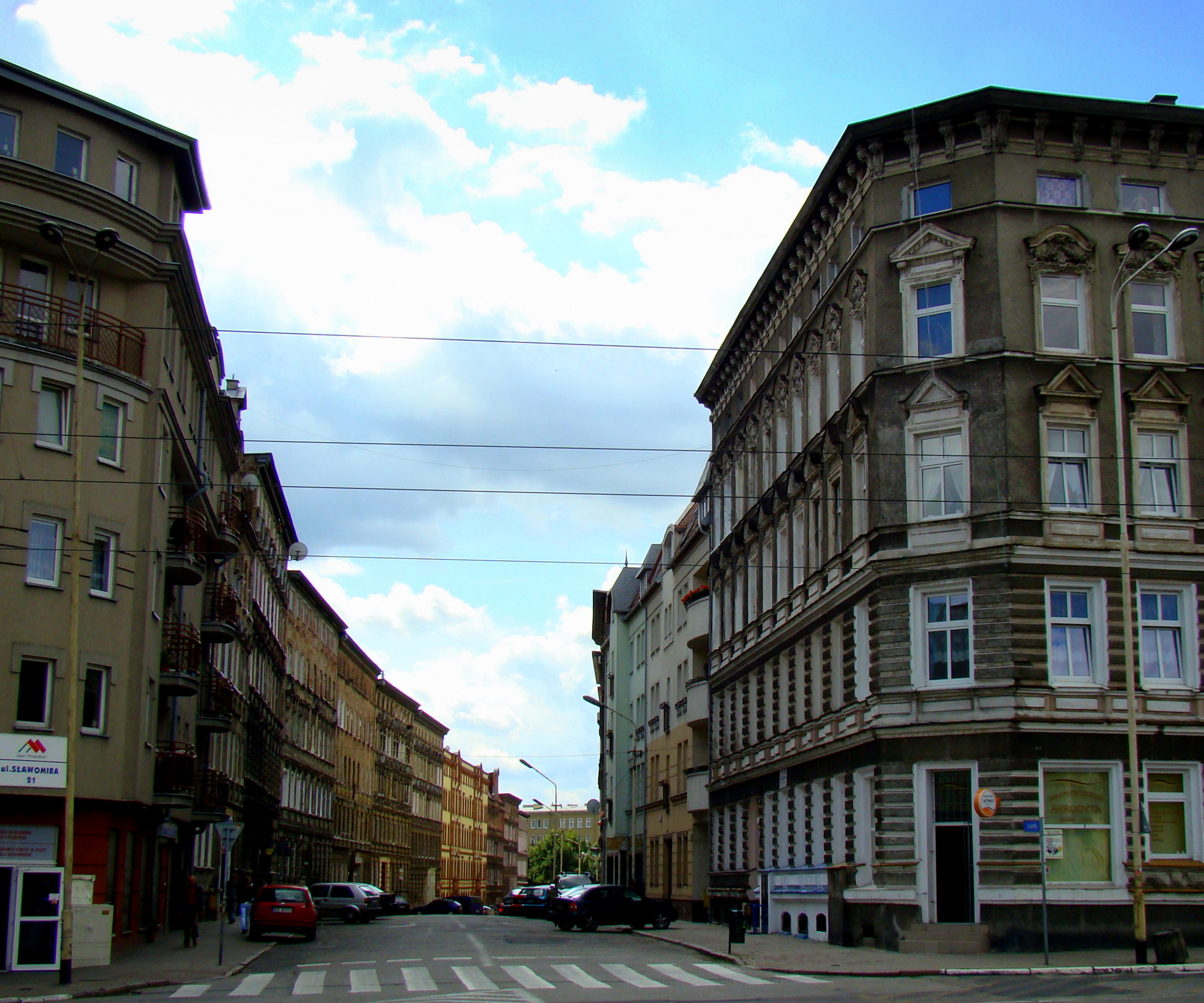
Zabudowa ul. Sławomira
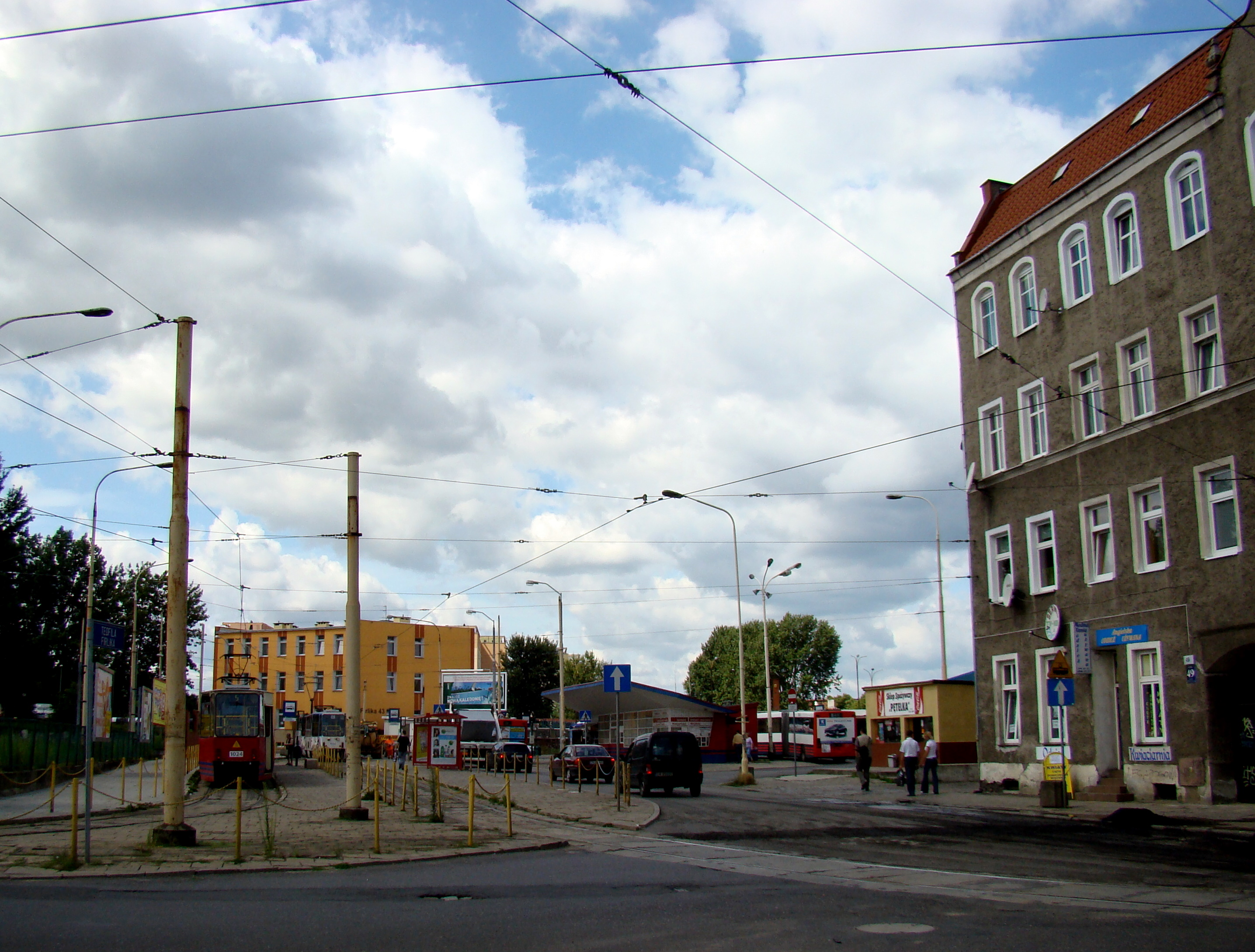
Zabudowa ul. Firlika
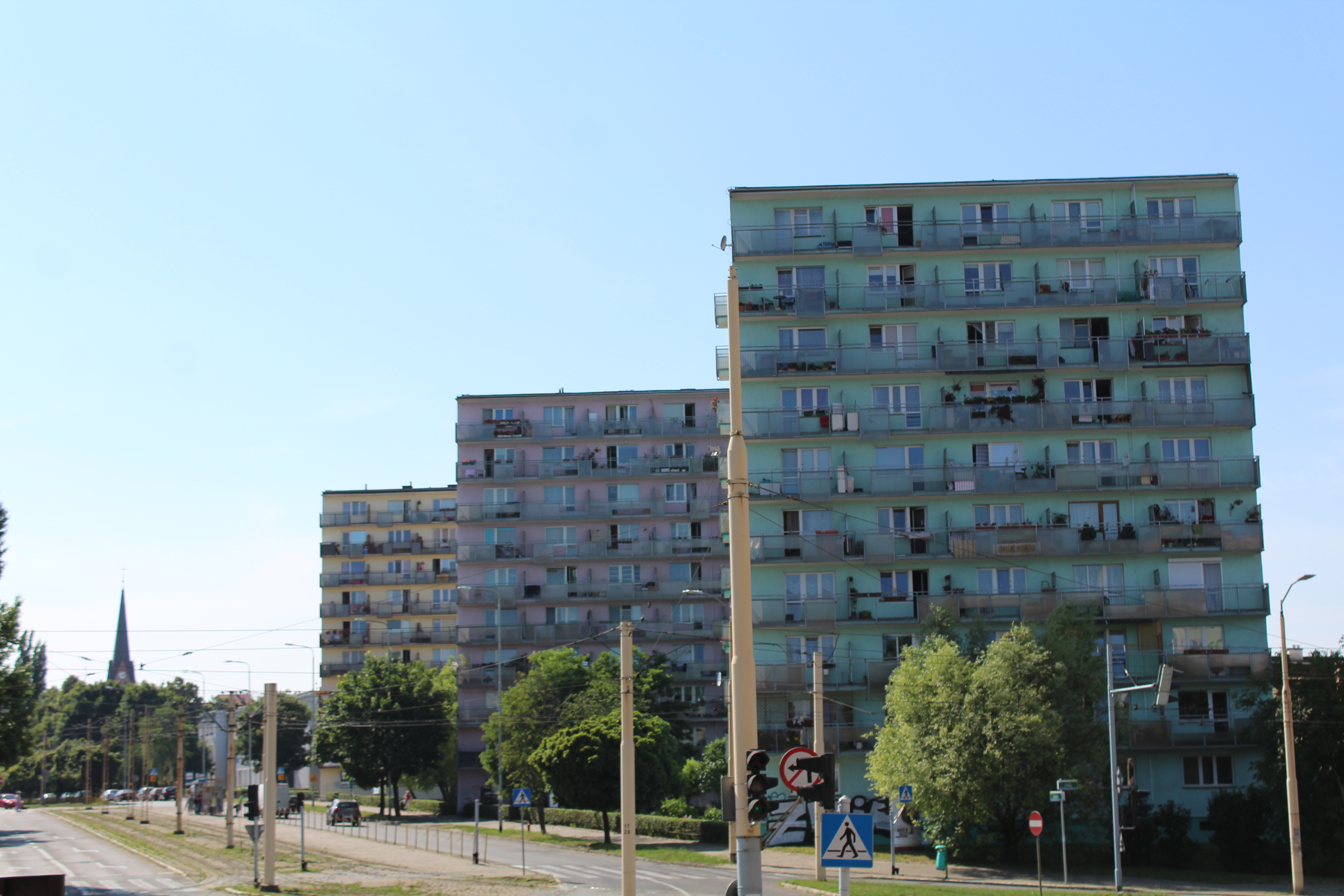
ul. Stanisława Dubois - wieżowce
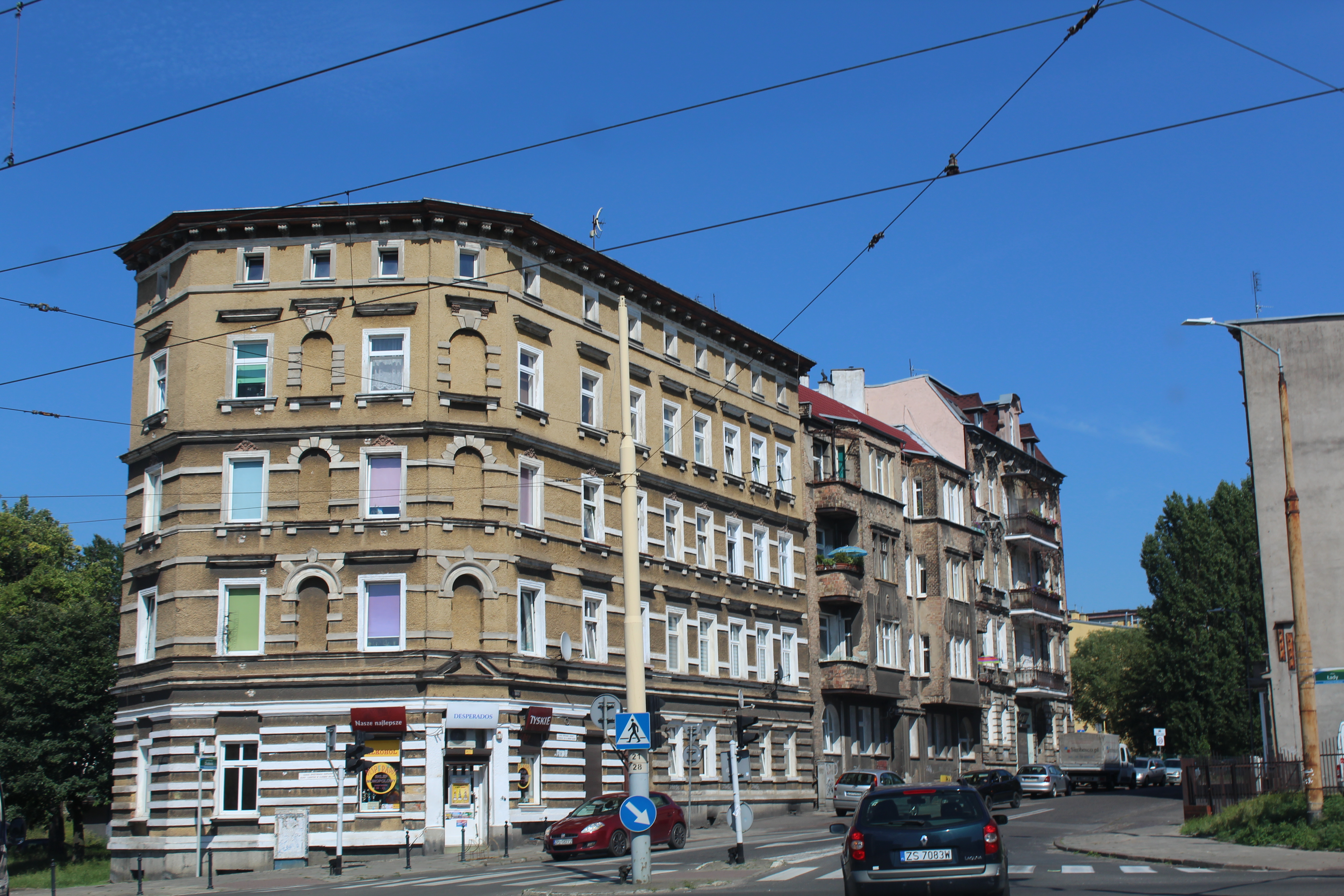
ul. Stanisława Dubois - kamienice